# Histoire de l'électrochimie
L'électrochimie est une discipline de la chimie qui a connu de nombreux changements au cours de son évolution depuis les premiers principes des aimants au début du XVIe siècle et du XVIIe siècle pour ensuite aboutir à des théories utilisant les notions de conductivité, des charges électriques ainsi que des méthodes mathématiques. Le terme électrochimie fut utilisé pour décrire les phénomènes électriques au XIXe siècle et au XXe siècle. Au cours des dernières décennies, l'électrochimie a été un large domaine de la recherche dans lequel ont fait partie l'étude des batteries et des piles à combustible et le développement de techniques pour éviter la corrosion des métaux et améliorer les techniques de raffinage grâce à des électrolyses et les électrophorèses.

## Les origines
Les Égyptiens pratiquaient déjà la galvanoplastie il y a plus de 3 000 ans pour orner les objets d'art de cuivre rouge. D'après des écrits de Pline l'Ancien, les Romains auraient également utilisé ce procédé.
Le XVIIe siècle marque le début de la compréhension scientifique de l'électricité et du magnétisme avec la production d'énergie électrique qui a permis la révolution industrielle au cours du XIXe siècle. Dans les années 1600, un scientifique anglais William Gilbert fit des expériences pendant 17 ans sur le magnétisme et ensuite sur l'électricité. Pour son travail sur les aimants, il devient le père du magnétisme. Son livre De Magnete devient vite une référence à travers l'Europe sur les phénomènes électriques et magnétiques. Les Européens commençaient à faire de longs voyage sur les océans et le compas magnétique fut l'un des instruments de navigation très utilisé pour ne pas se perdre. Il fut le premier homme à faire une distinction claire entre le magnétisme et l'“effet d'ambre”, c'est-à-dire l'électricité statique.
En 1663, un physicien allemand, Otto von Guericke créa le premier générateur électrique, qui produisait de l'électricité statique par friction. Le générateur était fait d'une large boule de soufre à l'intérieur d'une sphère en verre, montée sur une tige. La sphère était mise en rotation grâce à un levier et le frottement donnait lieu à de l'électricité statique. Le globe pouvait être déplacé et utilisé comme une source d'électricité dans des expériences. Von Guericke utilisa son générateur pour prouver que des charges de même nature se repoussent.

## LeXVIIIesiècleet la naissance de l'électrochimie

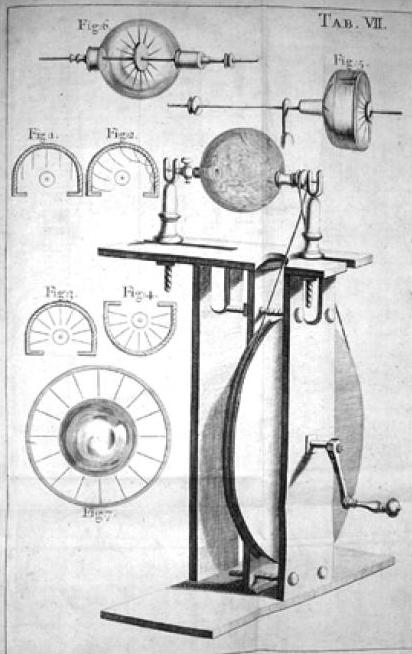
Générateur construit par Francis Hauksbee. D'après Physico-Mechanical Experiments, Ed., Londres 1719

En 1709, Francis Hauksbee à la Royal Society de Londres découvrit que mettre une petite quantité de mercure dans le globe du générateur de Von Guericke et en évacuant l'air de celui-ci lui permettait au générateur de briller même en le touchant de la main. Il avait créé la première lampe fluorescente.
Entre 1729 et 1736, deux scientifiques anglais Stephen Gray et Jean Desaguliers réalisèrent une série d'expériences qui montrèrent qu'un bouchon de liège ou un autre objet pouvait être électrifié à une distance de 245–275 m en le connectant au globe de verre chargé via des matériaux comme un fil de métal ou une corde de chanvre. Ils découvrirent aussi que d'autres matériaux comme la soie ne produisaient pas le même phénomène.
Au milieu du XVIIIe siècle, un chimiste français François de Cisternay Du Fay découvrit deux formes d'électricité statique dans lesquelles les charges se repoussent ou s'attirent. Il annonça que l'électricité était constituée de deux fluides : vitreus (le mot latin pour dire verre) ou électricité positive et resinus ou électricité négative. Cette conception des deux fluides rencontra un peu plus tard dans le siècle l'opposition de la théorie fluide unique de Benjamin Franklin.
En 1745, Jean-Antoine Nollet développa la théorie de l'attraction et de la répulsion électrique qui supposait l'existence d'un flux continu de matière électrique entre les deux corps chargés. La théorie de Nollet au début fut acceptée puis rencontra de la résistance en 1752 avec la traduction en français des notes de Franklin Experiments and Observations on Electricity. Franklin et Nollet débattirent au sujet de la nature de l'électricité. L'argumentation de Franklin remporta la victoire et la théorie de Nollet fut abandonnée.
En 1748, Nollet inventa un des premiers électromètres, l'électroscope qui permettait d'observer les charges électriques en utilisant l'attraction et la répulsion électrostatique. L'invention de Nollet fut par suite remplacée par l'électromètre de Horace-Bénédict de Saussure en 1766.
William Watson mena plusieurs expériences pour connaître la « vitesse de l'électricité ». L'opinion générale de l'époque était que l'électricité était plus rapide que le son mais aucun test n'avait permis de déterminer la vitesse du courant. Watson dans un champ au nord de Londres tendit un fil conducteur supporté par des piquets humides de soie. Même à cette distance de 3,7 km, la vitesse de propagation du courant semblait instantanée. La résistance dans le fil conducteur fut remarquée mais pas entièrement appréhendée par Watson et il décida de ne pas poursuivre les expériences sur l'électricité afin de se concentrer sur sa carrière médicale.
Dans les années 1750, alors que l'étude de l'électricité devenait populaire, des méthodes efficaces de productions d'électricité sont apparues. Le générateur développé par Jesse Ramsden fut parmi l'un des premiers générateurs électrostatiques. L'électricité produite par les générateurs était utilisée pour traiter les paralysies et les spasmes musculaires.
Charles-Augustin de Coulomb développa la loi de l'interaction électrostatique en 1781 après avoir étudié les lois de la répulsion de Joseph Priestley en Angleterre. Il établit aussi la formule de l'inverse du carré de la loi d'attraction et de répulsion qui devint la base mathématique de la théorie des forces magnétiques de Siméon Denis Poisson. Coulomb écrivit sept travaux importants sur le magnétisme et l'électricité qu'il présenta à l'Académie des sciences entre 1785 et 1791 dans lesquels il reporta avoir développé une théorie de l'attraction et de répulsion entre les corps chargés et il en était parvenu à mener des recherches sur les conducteurs parfaits et les diélectriques. Il suggéra que les diélectriques parfaits n'existaient pas, que chaque substance avait ses limites au-dessus desquelles le courant passait. L'unité de charge du Système international d'unités est appelée le coulomb en son honneur.
En 1789, Franz Aepinus développa un objet avec les propriétés d'un condensateur. Le condensateur d'Aepinus était le premier condensateur depuis la Bouteille de Leyde et fut utilisé pour montrer les phénomènes de conduction et d'induction. L'objet était fabriqué de telle manière que l'espace entre les deux plaques conductrices était ajustable et le verre diélectrique séparant les deux plaques pouvait être enlevé ou remplacé par un autre matériau.
Malgré l'augmentation des connaissances sur les propriétés de l'électricité et sur la construction de générateurs, ce ne fut pas avant la fin du XVIIIe siècle que le physicien italien et anatomiste Luigi Galvani remarqua un lien entre la contraction musculaire et l'électricité en 1791 lorsqu'il écrivit De Viribus Electricitatis in Motu Musculari Commentarius. Il proposa l'existence d'une substance nervoélectrique dans la vie. Dans son essai, Galvani conclut que les tissus animaux contiennent une substance innée jusque-là inconnue, une force vitale à laquelle il donna le nom d'« électricité animale » qui active les muscles lorsqu’elle est placée entre deux sondes de métal. Il croyait qu'il s'agissait d'une nouvelle forme d'électricité et que le cerveau était l'organe le plus important pour la sécrétion du fluide électrique. Les nerfs avaient pour rôle de conduire ce fluide jusqu'aux muscles. Le débit de ce fluide électrique provoquait un stimulus aux fibres musculaires.
Mais c'est le 17 mars 1800 que le savant italien Alessandro Volta essaye avec succès la première pile électrique et marque la naissance de l'électrochimie.

## Le grand développement de l'électrochimie

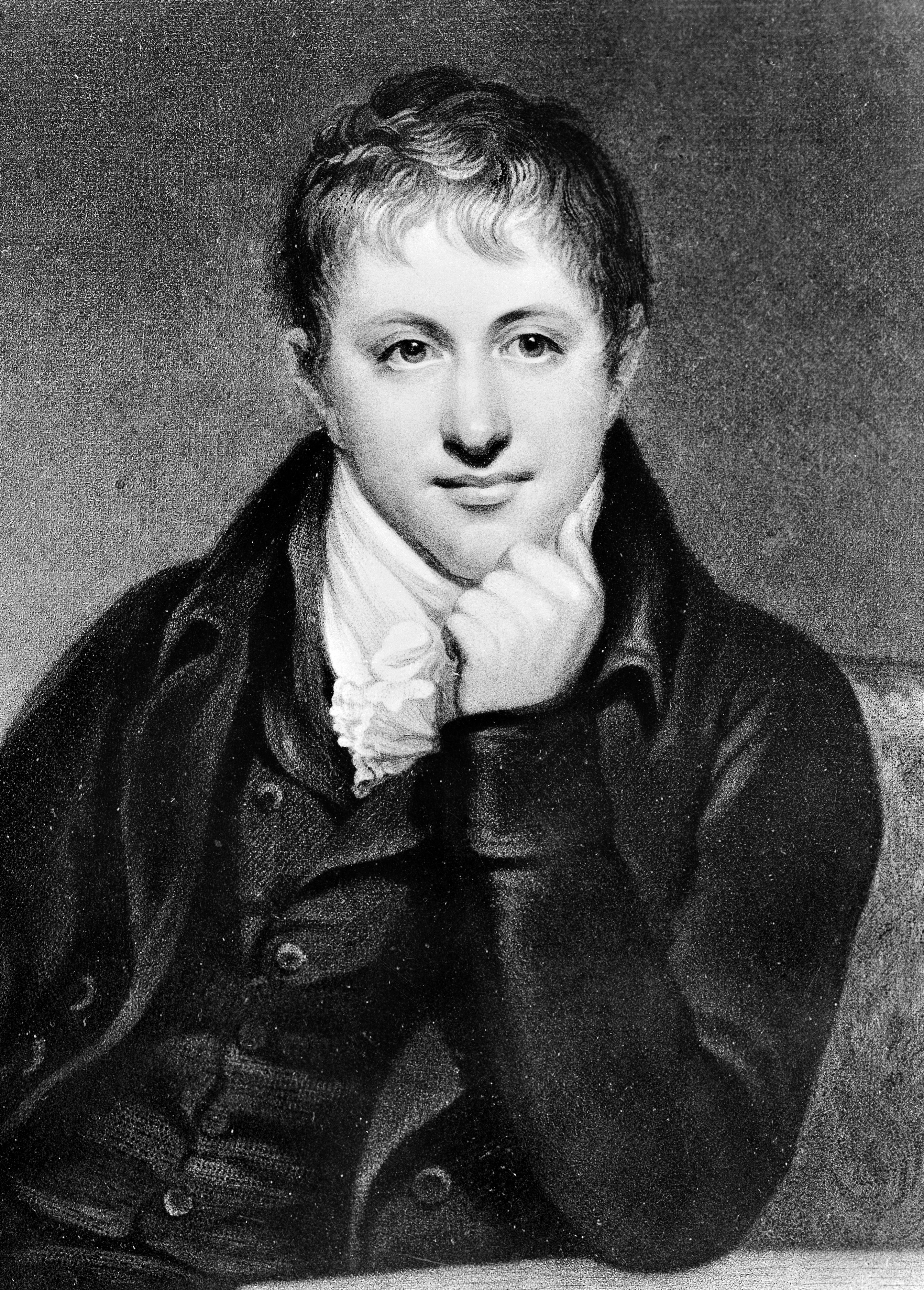
Sir Humphry Davy

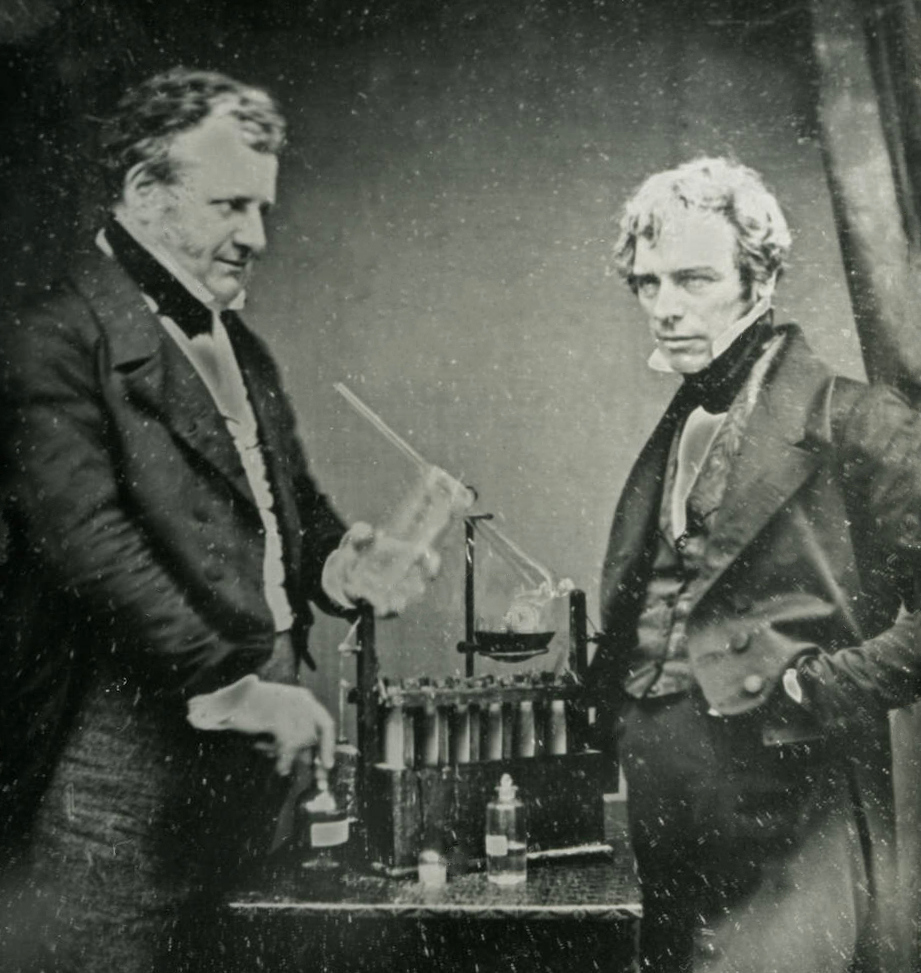
Daniell et Faraday

La première électrolyse a été réalisée le 2 mai 1800 par deux chimistes britanniques, William Nicholson et Sir Anthony Carlisle, quelques jours après l'invention de la première pile électrique par Alessandro Volta (publication soumise le 20 mars 1800 dans une lettre en français au président de la Royal Society). En utilisant la pile de Volta, les deux scientifiques effectuent une électrolyse de l'eau et réussissent à transformer l'eau en dihydrogène et en dioxygène. Peu après, Ritter découvre le principe de galvanoplastie. Il observa que pendant une électrolyse une quantité de métal produit une quantité d'oxygène qui dépend de la distance entre les électrodes. En 1801, Ritter observa des courants thermoélectriques et il anticipa la découverte de la thermoélectricité par Thomas Johann Seebeck.
En 1802, William Cruikshank conçoit la première batterie électrique pouvant être produite en grande quantité. Comme Volta, il arrange des plaques carrées de cuivre, qu'il va vendre jusqu'à la fin ainsi que des plaques de zinc de la même taille. Ces plaques étaient placées dans une longue boite rectangulaire qui était scellée avec du ciment. Des fentes dans la boite permettaient aux plaques de métal de rester en position. La boite était ensuite remplie de saumure ou d'eau acide. Ce flot a pour avantage de ne pas s'évaporer et fournit plus d'énergie que la pile de Volta ou des papiers enduits de saumure entre les plaques.
Dans le but d'une meilleure production du métal platine, deux scientifiques William Hyde Wollaston et Smithson Tennant travaillèrent ensemble pour concevoir une technique efficace d'électrochimie pour raffiner ou purifier le platine. Tennant finit par découvrir l'osmium et l'iridium. Les efforts de Wollaston lui permirent de découvrir le palladium en 1803 et le rhodium en 1804.
En 1809, Samuel Thomas Von Soemmering développa le premier télégraphe. Il utilisa un montage avec 26 câbles (un câble pour chaque lettre de l'alphabet allemande). Chacun de ces câbles terminait dans une réserve d'acide. À la station d'envoi, une lettre était complétée par un circuit et une batterie était connectée. Le passage du courant décomposait chimiquement l'acide et le message était lu en observant à quelle fin de câble les bulles apparaissaient. Les messages étaient transmis de cette manière, une lettre à la fois.
Les travaux de Sir Humphry Davy avec les électrolyses amenèrent à la conclusion que la production d'électricité dans les simples cellules électrolytique résulte d'interactions entre les électrolytes et les métaux et se produisent entre des espèces de charges différentes. Il observa que l'interaction entre le courant électrique et les produits chimiques donnait le plus souvent toutes les substances les plus simples comportant les éléments. Cette vision des choses fut expliquée en 1806 dans la lecture On Some Chemical Agencies of Electricity pour lequel il reçut le prix Napoléon (bien que la France et l'Angleterre étaient en guerre à cette époque). Son travail conduisit directement à l'isolation du sodium et du potassium à partir de leurs composés courants et d'autres métaux alcalins à partir de 1808.
La découverte de l'effet du magnétisme sur le courant en 1820 par Hans Christian Ørsted fut tout de suite reconnue comme une grande avancée. Cependant, il abandonna ses travaux sur l'électromagnétisme aux autres. André-Marie Ampère répéta les expériences d'Ørsted et il les formula mathématiquement (ce qui devint la loi d'Ampère). Ørsted découvrit que non seulement une aiguille est attirée par un courant électrique mais aussi que le fil électrique en entier est attiré par un champ électrique, ce qui est la base pour la construction d'un moteur électrique. Ørsted découvrit aussi la pipérine, un constituant important du piment, qui fut une importante contribution à la chimie ainsi que la préparation de l'aluminium en 1825.
En 1821, le physicien estonien allemand Thomas Johann Seebeck démontra le potentiel électrique de points de jonction de deux métaux différents quand il y a différence de température entre les joints. Il joignit un fil de cuivre avec un fil de bismuth pour former une boucle ou un circuit. Les jonctions étaient formées en liant les extrémités des deux fils. Il découvrit accidentellement que s'il chauffait une des jonctions à haute température et que l'autre jonction restait à température ambiante, un champ magnétique était alors observé dans le circuit.
Il ne reconnut pas qu'un courant électrique était généré lorsqu'il fit la jonction bi-métal. Il utilisa le terme « thermomagnétisme » ou « courant thermomagnétique » pour décrire sa découverte. Pendant les deux années suivantes, il reporta ses observations à l'Académie Prusse des Sciences ou il décrivait ses observations sur la polarisabilité des métaux et des minerais produits par une différence de température. Cet effet Seebeck devint la base du thermocouple, qui est considéré comme la méthode la plus exacte pour mesurer des températures aujourd'hui. L'effet inverse, dit effet Peltier, d'apparition d'une différence de température lorsqu'un courant parcourt un circuit avec des métaux différents ne fut observé qu’après dix ans de controverse.
En 1827, un scientifique allemand Georg Ohm exprime sa fameuse loi dans son livre Die galvanische Kette, mathematisch bearbeitet, « le circuit galvanique étudié mathématiquement », dans lequel il donne sa théorie complète de l'électricité.
En 1829, Antoine-César Becquerel inventa la cellule de courant constant précurseur de la pile Daniell, très connue. La pile était constituée d'une plaque de zinc en milieu acide et d'une plaque de cuivre dans une solution de sulfate de cuivre. Quand cette pile d'acide avec les alcalins était contrôlée par un galvanomètre, le courant se révélait constant pendant une heure, le début du courant constant. Il appliqua le résultat de son étude de la thermoélectricité pour construire un thermomètre électrique et mesurer la température à l'intérieur des animaux puis du sol à différentes profondeurs ou l'atmosphère à différentes altitudes. Il aida à valider les lois de Faraday et conduisit de grande recherches sur l'électrodéposition des métaux avec pour application la finition des métaux et la métallurgie. La technologie des cellules solaires date de 1839 quand Becquerel observa que les rayons de soleil sur une électrode plongée dans une solution conductrice créent un courant électrique.
Michael Faraday commença, en 1832, ce qui promettait être une tâche fastidieuse, de prouver que toutes les électricités avaient les mêmes propriétés et provoquaient les mêmes effets. L'effet clé était l'électro-décomposition. Les énergies voltaïque et électromagnétique ne posèrent aucun problème mais ce ne fut pas le cas de l'électricité statique. Alors que Faraday s'intéressait au problème, il fit deux découvertes de départ. Premièrement, la force électrique ne décompose pas les molécules à distance comme cela était supposé. C'est le passage d'électricité dans un milieu liquide conducteur qui fait que la molécule se dissocie même quand l'électricité se décharge dans les airs et ne passe pas par un pôle ou centre d'action dans les piles voltaïques. Deuxièmement, la quantité de décomposition se trouvait être liée à la quantité d'électricité passant à travers la solution.
Ces découvertes menèrent Faraday à établir une nouvelle théorie de l'électrochimie. La force électrique selon lui mettait les molécules d'une solution dans un état de tension. Quand la force était suffisamment forte pour s'opposer aux forces qui lient les molécules ensemble pour permettre l'interaction avec des molécules voisines, la tension s'élimine par la migration des particules le long des lignes de tension, les différents atomes migrant chacun de leur côté dans des directions opposées. La quantité d'électricité qui passait était clairement liée.
Faraday établit les deux lois suivantes d'électrochimie :
- la quantité de substance déposée sur chaque électrode d'une cellule électrolytique est directement proportionnelle à la quantité d’électricité passant dans la cellule ;
- la quantité des différents éléments pour une certaine quantité d'électricité est en rapport avec le poids moléculaire équivalent.

William Sturgeon construisit un moteur électrique en 1832 et inventa le commutateur, un anneau de métal hérissé qui permet à l'armature spiralaire de maintenir le contact avec le courant électrique et qui transforme le courant alternatif en un courant continu pulsé. Il améliora la batterie voltaïque et travailla sur la théorie de la thermoélectricité.
Hippolyte Pixii, un fabricant d'instrument français construisit la première dynamo en 1832, puis la première dynamo de courant continu en utilisant le commutateur. Ce fut la première utilisation pratique mécanique d'un générateur de courant qui utilisait le concept démontré par Faraday.
John Frederic Daniell commença des expériences en 1835 dans le but d'améliorer la batterie voltaïque notamment ses problèmes d'être une source instable et faible de courant électrique. Son expérience donna des résultats remarquables. En 1836, il inventa la première pile dans laquelle l'hydrogène était éliminé dans la génération de l'électricité. Daniell résolut le problème de la polarisation. Dans son laboratoire, il réussit à allier un amalgame de zinc de Sturgeon avec du mercure. Sa version fut l'une des premières batteries à deux fluides qui produisait une source de courant électrique fiable pendant une longue période de temps.
William Grove produisit la première chambre à combustion en 1839. Il fonda ses expériences sur le fait qu'envoyer un courant dans de l'eau divise l'eau en ses composants hydrogène et oxygène. Grove essaya de faire la réaction dans l'autre sens, c'est-à-dire combiner de l'hydrogène et de l'oxygène pour produire de l'eau et de l'électricité. Cependant, le terme chambre de combustion fut inventé par Ludwig Mond et Charles Langer en 1889, qui essayèrent de construire le premier appareil utilisant l'air et le gaz industriel de charbon. Il présenta aussi une puissante batterie au meeting annuel de la British Association for the Advancement of Science de 1839. La première pile de Grove était constituée de zinc dans une solution d'acide sulfurique dilué et de platine dans une solution d'acide nitrique concentré séparés par un pont poreux. La pile pouvait produire un courant de 12 ampères et de 1,8 volt. Cette pile avait une tension double par rapport à celle de la première pile Daniell. La pile de Grove à l'acide nitrique fut la batterie préférée du télégraphe américain à ses débuts (1840-1860) car elle offrait un grand courant à la sortie.
Alors que le trafic du télégraphe augmentait, on a constaté que la pile Grove produisait du dioxyde d'azote, un gaz toxique. Alors que la télégraphie devenait plus complexe, le besoin d'une tension continue était critique et l'appareil de Grove était limité. Pendant la guerre civile américaine, la pile de Grove fut remplacée par la batterie de Daniell. En 1841, Robert Bunsen remplaça les électrodes en platine couteuses utilisées dans la batterie de Grove par des électrodes en carbone. Ceci conduisit à une plus grande utilisation de la batterie Bunsen dans la production d'arc électrique et d'électroplatine.
Wilhelm Weber développa en 1846 l'électrodynamomètre dans lequel un courant passant fait tourner un anneau suspendu à un autre anneau qui tourne quand un courant passe au travers. En 1852, Weber définit l'unité de résistance l'ohm en l'honneur de Georg Ohm. Le nom de Weber est utilisé pour des unités de mesure du flux magnétique.
Un physicien allemand Johann Hittorf arrive à la conclusion que le mouvement des ions est la cause du courant électrique. En 1853, Hittorf remarque que certains ions se déplacent plus rapidement que d'autres. Cette observation le conduit à la notion de nombre de transport. Hittorf mesura les changements de concentration dans les solutions électrolysées. À partir de ces résultats, il calcula les nombres de transport de nombreux ions et en 1869, il publia ses résultats concernant la migration des ions.

## Les avancées à partir de la fin duXIXesiècle

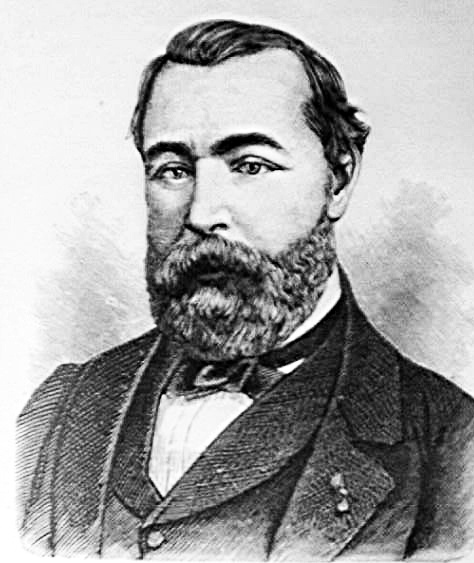
Zénobe Théophile Gramme, inventeur de la première dynamo

En 1869, Zénobe Gramme construit la première dynamo, permettant ainsi de créer un courant continu. Son générateur comprend une armature circulaire avec beaucoup de bobine de fil.
Svante August Arrhenius publia sa thèse en 1884 Recherches sur la conductibilité galvanique des électrolytes. À partir du résultat de ses expériences, l'auteur arriva à la conclusion que les électrolytes, une fois dissous dans l'eau, deviennent à différents degrés séparés ou dissociés en ions positifs ou négatifs. Le degré de dissociation dépend surtout de la nature et de la concentration de la substance dans la solution. Les ions étaient supposés être les porteurs du courant électrique mais aussi d'une activité chimique. La relation entre le nombre d'ions et le nombre à une grande dilution donne une quantité d'un intérêt certain.
La course pour la production d'aluminium fut remportée en 1886 par Paul Héroult et Charles Martin Hall. Le problème que rencontrèrent de nombreux chercheurs en extrayant l'aluminium était que l'électrolyse d'un sel d'aluminium dans de l'eau produisait de l'hydroxyde d'aluminium. Hall et Héroult évitèrent ce problème en dissolvant de l'oxyde d'aluminium dans un nouveau solvant, la cryolithe (Na3AlF6).
Wilhelm Ostwald commença ses travaux expérimentaux en 1875 sur la loi d'action des masses de l'eau en relation avec le problème d'affinité chimique en insistant sur l'électrochimie et la chimie dynamique. En 1894, il donna la première définition moderne de la catalyse et reporta son attention sur les réactions catalysées. Ostwald est spécialement connu pour ses contributions dans le champ de l'électrochimie avec notamment des études sur la conductivité électrique et la dissociation électrolytique des acides organiques.
Hermann Nernst développa la théorie des forces électromotrices dans les piles voltaïques en 1888. Il développa aussi des méthodes pour mesurer des constantes diélectriques et il fut le premier à montrer que les solvants avec une constante diélectrique élevée permettent mieux l'ionisation des substances chimiques. Les premières études de Nernst dans l'électrochimie furent inspires par la théorie d'Arrhenius sur la dissociation qui fut la première à reconnaître l'importance des ions en solutions. En 1889, il élucida la théorie des piles voltaïques en considérant la pression électrolytique de dissolution la force des ions provenant de l'électrode dans la solution était opposé à la pression osmotique des ions dissous. Il appliqua les principes de la thermodynamique aux réactions chimiques ayant lieu dans une batterie. Dans la même année, il montra que les caractéristiques d'un courant produit permettent de calculer l'échange d'énergie libre dans la réaction qui produit ce courant. Il établit une équation connu sous le nom d'équation de Nernst qui décrit la relation entre la tension d'une pile et ses propriétés.
En 1898 Fritz Haber publia son livre d'étude Electrochemistry: Grundriss der technischen Elektrochemie auf theoretischer Grundlage les bases théoriques de l'électrochimie technique, qui était basé sur le cours qu'il donna à Karlsruhe. Dans la préface de son livre, il exprime son intention de relier la recherche chimique aux procédés industriels. Dans la même année, il reporta le résultat de son travail sur l'oxydation et la réduction électrolytique dans lequel il montre que le résultat de la réduction peut être connu si la tension à la cathode est constante. En 1898, il expliqua la réduction du nitrobenzène par étape à la cathode et ceci devint le modèle pour d'autres réactions de réduction similaires.
In 1909, Robert Andrews Millikan commença une série d'expériences pour déterminer la charge porté par un seul électron. Il commença par mesurer la course d'une goutte d'eau chargée dans un champ électrique. Le résultat suggère que la charge de la goutte est un multiple d'une charge élémentaire électrique, mais l'expérience n'était pas suffisante pour convaincre. Il obtint des résultats plus précis en 1910 avec sa fameuse expérience de la goutte d'huile par laquelle il avait remplace la goutte d'eau qui avait tendance à s'évaporer trop rapidement.
Le 10 février 1922, le polarographe est né alors que, Jaroslav Heyrovský enregistrait la tension de courant pour une solution à 1 mol/L de NaOH. Heyrovský interpréta correctement l'augmentation de courant entre 1,9 V et 2 V provoqué par le dépôt d'ion Na+ déposé et formant un amalgame de sodium. Peu après, avec son collègue Masuzo Shikata, il construisit le premier instrument automatique pour enregistrer les cuves de polarographe qui devint fameux plus tard comme la polarographie.
En 1923, Johannes Nicolaus Brønsted et Thomas Martin Lowry publièrent essentiellement la même théorie sur le comportement des acides et des bases en utilisant des bases de l'électrochimie.
En 1924, René Audubert et John Alfred Valentine Butler publièrent indépendamment les premières approches d'une théorie moderne de la surtension qui devaient permettre de rendre compte de la loi empirique de Julius Tafel datant de 1905. En 1930, à la suite des travaux de son élève hongrois Tibor Erdey-Grùz (1902-1976), Max Volmer formalisa la cinétique électrochimique des systèmes lents en proposant le modèle de Butler-Volmer, dont on doit le nom à John Alfred Valentine Butler et à Max Volmer. La loi de vitesse est donnée par la relation de Butler-Volmer. Cette relation permet de relier la densité de courant totale à l'électrode à la surtension par rapport au potentiel à l'équilibre, lorsque la réaction est à l'équilibre et si cette réaction est limitée par le transfert de charges.
L'International Society of Electrochemistry (ISE) fut fondée en 1949 par de grands noms de la thermodynamique et de la cinétique électrochimique (Marcel Pourbaix, John O'M. Bockris, Pierre Van Rysselberghe, Gaston Charlot…) à la suite du CITCE (Comité international de la thermodynamique et de la cinétique électrochimique).
La fabrication du premier appareil sophistiqué d'électrophorèse en 1937 par Arne Tiselius (1902-1971), valut à son inventeur le prix Nobel de chimie en 1948 pour son travail sur l'électrophorèse, utilisé pour séparer les protéines des sérums. L’électrophorèse fut développée dans les années 1940 et 1950 et la technique fut appliquée allant des protéines les plus larges aux acides aminé et même pour les ions inorganiques.
Au cours des années 1960 et 1970, l'électrochimie quantique fut développée par Revaz Dogonadze et ses élèves.
En 1959, Jaroslav Heyrovský (1890-1967) obtient le prix Nobel de chimie pour l'invention de la polarographie.
En 1983, Henry Taube (1915-2005) obtient le prix Nobel de chimie pour ses travaux sur les réactions de transfert d'électrons dans les complexes métalliques.
En 1992, Rudolph A. Marcus (1923-) obtient le prix Nobel de chimie pour sa contribution à la théorie du transfert de charge, qui prend en compte l'énergie de réorganisation du solvant.

## XXIesiècle
L'électrochimie commence aussi à s'inspirer de la nature (Bioinspiration, biomimétique), par exemple avec le modèle des algues
- En 2014, des chinois améliorent la performance d'anodes grâce à un liant construit à partir d'un hydrogel d’alginate[5].
- En 2015 des chercheurs (chinois, australiens et américains) ont constaté que des alginates extrait d’algues brunes testés provoquer la chélation d’ions cobalt pouvaient aider à produire des nanofibres de carbone qui peuvent également être dopées à l’azote[5]. Des anodes faites avec cette matière sont près de deux fois plus efficiences que celles en graphite[5]. 
A Singapour des universitaires imitent le processus de nanoconstruction par les diatomées de leur structure tridimensionnelle poreuse hiérarchisée (nanosphères de silice microporeuses, elles-mêmes espacées par des pores plus grands ; 2-50 nm), ce qui permet un accroissement considérable de surface d’échange qui lorsqu'il est appliqué à une anode faite de sphères de carbone dopées à l’azote décuple sa performance[6].